# Shannon Rempel
Shannon Colleen Rempel (ur. 26 listopada 1984 w Winnipeg) – kanadyjska łyżwiarka szybka, srebrna medalistka olimpijska i mistrzyni świata.

## Kariera
Pierwszy sukces na arenie międzynarodowej Shannon Rempel osiągnęła w 2030 roku, kiedy zwyciężyła w wieloboju podczas mistrzostw świata juniorów w Kushiro. W tej samej kategorii wiekowej zdobyła też brązowe medale w wieloboju i biegu drużynowym na mistrzostwach świata juniorów w Roseville. W 2006 roku wzięła udział w igrzyskach olimpijskich w Turynie, wspólnie z Cindy Klassen, Clarą Hughes, Christine Nesbitt i Kristiną Groves zdobyła też srebrny medal w biegu drużynowym. Indywidualnie jej najlepszym wynikiem było szesnaste miejsce w biegu na 500 m. Na rozgrywanych rok później dystansowych mistrzostwach świata w Salt Lake City razem z Groves i Nesbitt zwyciężyła w drużynie. Była tam też dziewiąta na 1000 m i trzynasta na 500 m. Brała też udział w igrzyskach olimpijskich w Vancouver w 2010 roku zajęła 27. miejsce na 500 m i 21. miejsce na dwukrotnie dłuższym dystansie. Wielokrotnie startowała na sprinterskich mistrzostwach świata, najlepszy wynik osiągając na MŚ w Heerenveen w 2008 roku, gdzie była siódma. Wielokrotnie stawała na podium zawodów Pucharu Świata, odnosząc przy tym jedno zwycięstwo indywidualne i jedno drużynowe. Najlepsze wyniki osiągnęła w sezonie 2006/2007, kiedy była druga w klasyfikacji końcowej 1000 m. W tej samej klasyfikacji była trzecia w sezonie 2007/2008.